# Manuela Van Werde
Manuela Van Werde (nascida a 8 de abril de 1959) é uma actriz, apresentadora de televisão e política belga da Flandres.

## Biografia
Van Werde estudou teatro em Antuérpia antes de frequentar a escola de actuação Studio Herman Teirlinck. Depois de se formar, ela apareceu nas novelas flamengas Het Park e Thuis. De julho de 2011 a janeiro de 2014, Van Werde apresentou o programa matinal Espresso no VRT.

## Carreira política
Nas eleições regionais belgas de 2014, Van Werde anunciou que se candidataria pelo círculo eleitoral de Antuérpia ao Parlamento Flamengo com o partido Nova Aliança Flamenga (N-VA). Ela foi eleita e fez parte do comité de Cultura, Mídia e Património. Mais tarde, foi reeleita em 2019. Van Werde também é conselheira municipal em Antuérpia desde 2018.